# Gare d'Heyrieux
La gare d'Heyrieux est une ancienne gare ferroviaire française, de la ligne de Lyon-Perrache à Marseille-Saint-Charles (via Grenoble), située sur le territoire de la commune française d'Heyrieux, dans le département de l'Isère en région Auvergne-Rhône-Alpes.
Elle est mise en service en 1858 par la Compagnie des chemins de fer du Dauphiné, puis elle deviendra après fusion une gare de la Compagnie des chemins de fer de Paris à Lyon et à la Méditerranée (PLM).
Elle est fermée au trafic voyageurs avant 2011. En 2016, une installation terminale embranchée (ITE) dépend de la zone géographique de cette gare.

## Situation ferroviaire
Établie à 252 mètres d'altitude, la gare d'Heyrieux est située au point kilométrique (PK) 21,843 de la ligne de Lyon-Perrache à Marseille-Saint-Charles (via Grenoble), entre les gares de Chandieu - Toussieu et de Saint-Quentin-Fallavier.

## Histoire
La gare d'Heyrieux est mise en service le 1er juillet 1858 par la Compagnie des chemins de fer du Dauphiné, lorsqu'elle ouvre à l'exploitation la première section de Lyon à Bourgoin de sa concession de Lyon à Grenoble. Le 22 juillet 1858, la Compagnie du Dauphiné fusionne avec la Compagnie des chemins de fer de Paris à Lyon et à la Méditerranée (PLM). Néanmoins elle ne devient véritablement une gare du réseau PLM que deux ans plus tard car la convention de fusion prévoit que la fusion sera effective qu'après deux années d'exploitation de la ligne.
En 1911, c'est une gare de la Compagnie du PLM, qui peut recevoir et expédier des dépêches privées et qui est ouverte aux services complets de la grande et de la petite vitesse, à l'exclusion des chevaux chargés dans des wagons-écuries s'ouvrant en bout et des voitures à quatre roues, à deux fonds et à deux banquettes dans l'intérieur, omnibus, diligences, etc.. Elle est située sur la ligne de Lyon à Grenoble et à Marseille, entre les gares de Chandieu - Toussieu et de Saint-Quentin-Fallavier.
La gare est finalement fermée aux voyageurs à une date inconnue.

## Service des marchandises
Ouverte au service fret (une ITE).

## Patrimoine ferroviaire
L'ancien bâtiment voyageurs, ouvert en 1858 est toujours présent, ainsi que son abri de quai d'origine.